# Slant Magazine
Slant Magazine ist ein US-amerikanisches Onlinemagazin (E-Zine), das Rezensionen von Filmen, Musik, Fernsehsendungen, DVDs, Theaterstücken und Computerspielen bietet. Es beschäftigt sich intensiv mit Filmfestivals wie dem New York Film Festival. Weiterhin enthält es Interviews mit Schauspielern, Regisseuren und Musikern.

## Geschichte
Das Slant Magazine startete 2001. Mit einem Relaunch am 21. Januar 2010 übernahm es den Unterhaltungs-Blog The House Next Door, welches von Matt Zoller Seitz gegründet wurde, einem Autor, der zuvor für die New York Times und die New York Press schrieb. Danach wurde es bis 2012 von Keith Uhlich betrieben, einem früheren Kritiker des Magazins Time Out New York.

## Bedeutung
Die Rezensionen des Magazins wurden von A. O. Scott von der New York Times als „leidenschaftlich und oft bissig“ (passionate and often prickly) beschrieben. Die Kritiken waren gelegentlich Quelle von Debatten und Diskursen im Internet und in den Medien. Ed Gonzalez’ Kritik des Horrorfilms Chaos (2005, mit Kevin Gage) löste einige Kontroversen aus, als Roger Ebert sie in seiner Rezension des Films für die Chicago Sun-Times zitierte. Die New York Press zitierte Keith Uhlich, einen anderen Autor des Slant Mags, in einer Kritik des Michael-Bay-Films Die Insel. Gonzalez, der regelmäßig für den Bereich Film der Wochenzeitschrift The Village Voice schrieb, wurde vom ehemaligen Voice-Kritiker Nathan Lee für die lebendige und interessante Art seiner Beobachtung von Politik und Popkultur gelobt.
KillerStartups.com, eine Web-Community, die Websites sowohl für Unternehmer als auch für Investoren überprüft, nennt Slant „eine der einflussreichsten Online-Quellen für Nachrichten, Kommentare, Meinungen und DIskussionen in der Welt der Indie-, Pop- und Mainstream-Unterhaltung“.
Am 21. Januar 2010 nannte MovieMaker den Blog des Slant Magazins „The House Next Door“, einen der „50 besten Blogs für Filmemacher“ und am 26. Januar 2010 wurde „The House Next Door“ von The Village Voice als eines der „18 obsessiven, streitsamen und unaufhaltbaren Gotham-Blogs, die es wert sind, nachgeahmt zu werden“, erwähnt.

## Ratingsysteme
Slant Magazine verwendet zwei verschiedene Bewertungssysteme:
- Filme und Fernsehprogramme werden nach einem 4-Sterne-System bewertet.
- Alben, DVDs und Videospiele werden nach einem 5-Sterne-System bewertet.